# Total Overdose
Total Overdose es un videojuego de acción en tercera persona y de mundo abierto, desarrollado por Deadline Games y Square Enix, publicado por Sci Entertainment en Europa y por Eidos Interactive en Norteamérica. Se caracteriza por su particular sentido del humor, homenajeando a películas como El Mariachi con los Movimientos Locos.
El 13 de febrero de 2007 fue lanzado "Chili Con Carnage", para PlayStation Portable, que usa a sus personajes originales, pero con una trama totalmente distinta a la de Total Overdose. Una secuela fue planeada originalmente como "Total Overdose 2: Tequila Gunrise", que habría presentado todo el mapa de México, pero fue cancelado después de que Deadline Games cerrara.

## Sinopsis
En 1989, Ernesto Cruz, un agente de cobertura profunda DEA, lidera una tropa de agentes de la DEA contra la milicia en una jungla para obtener información sobre Papa Muerte. Después del ataque, Ernesto es arrojado desde un avión y asesinado: su C.O. El Coronel Trust cree que es una sobredosis de drogas. El hijo de Ernesto, Tommy, un agente de la DEA de alto rango, va a México y encuentra a Marco, quien es su contacto principal con el Cartel de Morales. Tommy destruye un convoy de pandillas de Virgillo y su estación de servicio, pero resulta gravemente herido por una explosión de granada. Sin alternativa, Tommy llama a su hermano menor, Ramiro, un criminal encarcelado, para que acepte el trabajo.
Ramiro salva a Marco de un grupo de Virgillos que quieren matarlo porque los estaba superando, y Marco lo remite a César Morales, un jefe de pandillas local que se había jactado de conocer al asesino de Ernesto. Morales envía a Ramiro a robar el preciado automóvil de Virgillo, solo para volarlo. Luego, Ramiro se enlistó en la tarea de recuperar tres camiones robados que se utilizarán para el acuerdo de tráfico de Morales. Ramiro roba con éxito los camiones, así como volar la nave de los Virgillos. El chófer de Morales, Ángel, escucha a Ramiro hablar con Tommy y descubre su identidad. Ramiro luego acompaña a los camiones a través del país de Virgillo, permitiendo que los camiones pasen: se esconde en uno de los camiones y los sigue hasta la fábrica de carne de Morales. Ramiro abre la puerta a los agentes de la DEA, pero Morales, consciente de su plan, los embosca: Ramiro escapa por poco con la ayuda de Ángel, quien se revela como un policía encubierto mexicano. Ramiro se infiltra en una reunión de los Virgillos en la que descubre que Morales era solo un títere con alguien tirando de los hilos.
Ramiro compromete y despacha a los secuaces de Morales, finalmente matando a Morales, obteniendo una carta de la caja fuerte de Morales. Él descubre que la carta fue enviada a Morales por un hombre llamado PM (probablemente Papa Muerte). La carta decía que el informante de la DEA del primer ministro, The Eagle, lo había advertido de la emboscada de la DEA. El primer ministro había suministrado armas y artillería a los hombres de Morales a través de Elvez Autos. Ramiro se infiltra en Elvez Autos y encuentra un montón de papeles que representan ataúdes y municiones suficientes para un pequeño ejército: se infiltra en la Villa de Elvez a través del mar y encuentra los cuerpos del agente de la DEA Pierson y los otros agentes en ataúdes. Al interrogar a Elvez, Ramiro se entera de que Papa Muerte le había ordenado que suministrara armas a César Morales para deshacerse de los agentes de la DEA; El general Montanez debía entregar el pago y lo había hecho. Ramiro mata a Elvez y escapa de la villa con la policía y los militares en su búsqueda.
Ramiro luego va a la jungla a la base militar de Montanez, extrayendo información sobre Papa Muerte y el espía de la DEA. Ram ataca y mata a Montanez, escapando de la jungla. Trust descubre que Papa Muerte había planeado colarse en la DEA y robar la cocaína de contrabando que la DEA había incautado, dejando una bomba para cubrir sus huellas. Ramiro espera la extracción en el departamento de Angel, solo para encontrar a los secuaces de Papa Muerte tratando de matarlo: mientras tanto, el Agente Johnson se revela como el Águila e induce a Tommy y Trust con una sobredosis letal de drogas, aunque Tommy puede parchar a Ramiro para escuchar eso. Johnson secuestró a Angel y mató a su padre. Ramiro regresa a la DEA, luchando contra los secuaces de Muerte para salvar a Tommy y Trust con un antídoto mientras Johnson escapa en un tren blindado con Angel. Usando una locomotora para llevar la bomba, Ramiro persigue y sube al tren de Johnson. Johnson, separando a los entrenadores del motor, lucha contra Ramiro hasta que Trust envía apoyo aéreo para destruir un puente del cañón: Ramiro rescata a Angel y saltan sobre el riel roto en una moto de tierra mientras el tren cae al cañón, arrastrando a un Johnson atrapado a su perdición.

## Jugabilidad
Total Overdose es un juego de acción/aventura de mundo abierto de disparos en tercera persona. Los jugadores asumen el control de Ramiro, Tommy y Ernesto. El personaje más jugable del juego es Ramiro, mientras que Tommy y Ernesto solo se pueden jugar en las dos misiones iniciales. El juego parodia la Trilogía de México de Robert Rodriguez. A lo largo del juego, los jugadores pueden correr y zambullirse y tienen la capacidad de usar armas que incluyen bates, pistolas, escopetas, subfusiles, fusiles de asalto, granadas, lanzacohetes etc. Mientras está fuera de las misiones, el jugador puede explorar el mundo abierto del juego, pero algunas regiones estarán disponibles solo durante ciertas misiones. El juego presenta autos baratos y especiales. Los autos especiales incluyen "Conquistador", Orange Dirtbike, Purple and Flame Pickup, Tow Truck, DEA y SUV militares. Los jugadores tienen la capacidad de disparar esquivar, durante el cual el jugador se sumerge en cualquier dirección con un efecto de cámara lenta. Este movimiento les da a los jugadores más precisión al disparar enemigos en combate. Los movimientos de Loco son ataques especiales que los jugadores pueden recoger al anotar un gran número de puntos y asesinatos combinados. Estos movimientos se pueden usar para eliminar enemigos pesados y un grupo de enemigos. Los jugadores pueden realizar seis tipos diferentes de movimientos locos: Golden Gun, Tornado, El Toro, El Mariachi, Sombrero of Death, Explosive Piñata y Mad Wrestler/Mysterioso.

## Personajes
- Ramiro "Ram" Cruz: El personaje jugable en la mayor parte del juego. Ramiro, un mexicano-americano de segunda generación, había sido encarcelado por cargos no revelados en la historia, pero insinuó que era numerosos y violentos. Su liberación depende de la cooperación con la DEA, en la autorización y supervisión de su hermano gemelo, un agente en carrera de la DEA. Durante el juego, Ram recibe el apodo de "Gringo Loco", por los enemigos que enfrenta.

- Tomas "Tommy" Cruz: también apodado como el coge gallinas hermano gemelo de Ram, jugable sólo para la segunda misión. Tommy es un agente de alto rango de la DEA, que se ha infiltrado en el Cartel de Morales para investigar la causa de la muerte de su padre. Su misión se ve amenazada de abortar cuando sufre lesiones graves, debido a una explosión de granada en una gasolinera, hasta que recluta a su hermano gemelo Ram para asumir su puesto encubierto. Tommy mantiene el contacto a través de un enlace de radio que proporciona la información y consejos que Ram puede o no puede tomar.

- Ernesto Cruz: El padre de los Cruz, solo jugable para la primera misión. Ernesto es un agente de la DEA que, después de una incursión exitosa en América del Sur, fue víctima desafortunadamente de un grupo corrupto de D.E.A. quienes lo empujaron fuera de un avión.

- Papa Muerte: Un misterioso narcotraficante responsable de la muerte de Ernesto Cruz y muchos otros. Una figura de la leyenda del submundo, su verdadera identidad es desconocida durante todo el juego.

- Comandante Trust: El jefe de Tommy, que no está muy de acuerdo con que Ram sea enviado a manejar las cosas. El comandante Trust es visto más a menudo interrogando a Tommy Cruz, sobre la conducta de su hermano y la operación que lo involucra.

- Marco la Rata: Dueño de un depósito de chatarra en Los Toros y principal contacto de Tommy Cruz con el Cártel de Morales. Después que Ram lo libra de problemas con los Virgilio, se convierte en un ayudante valioso.

- César Morales: Jefe del célebre Cartel Morales, dirige la mayor parte del tráfico de drogas en Los Toros, aunque enfrenta una creciente competencia por parte del Cartel Virgilio. También posee una planta de envasado de carne, una empresa de camiones y un negocio de envío.

- Ángel: La hermosa chófer/ejecutora de César Morales, que luego ayuda a Ram en sus misiones. La tensión y el interés amoroso aparente entre ella y Ram se desarrollan a lo largo de la historia.

- Agente Especial Johnson: Excompañero de Ernesto, un veterano de la DEA altamente entrenado. También conocido por su sombrero de vaquero, él es el espía "Eagle" que traiciona a la DEA y mata al padre de Ramiro.

- Los Virgillos: Es un cartel de drogas mexicano, dirigido por Joey Virgillo y su hermano Rico Virgillo. Viven en granjas y ranchos donde mantienen sus medicamentos. También poseen una gasolinera fuera de Los Toros, El Macho Bar y el embarcadero de botes. Son los principales enemigos del Cartel Morales. Al principio, el jugador tendrá que luchar contra ellos, pero más tarde estará aliado con ellos.

- José Canchola Cupich: Vagabundo drogadicto que puedes encontrar vagando en las calles de todo el juego. Te asigna misiones en al menos 5 ocasiones donde tienes que robar alijos de marihuana para su consumo. Es un NPC que no puede morir.

## Banda sonora
Molotov
- Que No Te Haga Bobo Jacobo
- Karmara
- Molotov Cocktail Party
- Matate Tete
- Step Off
- Cerdo
- No Manches Mi Vida
- Apocalypshit
- El Mundo

Control Machete
- Humanos Mexicanos
- ¿Comprendes Mendes?
- Cheve

Delinquent Habits
- Beijing
- Downtown
- Freedom Band
- House of the Rising Drum
- I can't forget it
- It's The Delinquents
- Return of the Tres
- Sick Syde Drop
- Station 13
- This is L.A.
- Hey Tell 'Em

También canciones tradicionales mexicanas como:
- La cucaracha
- El rey
- La Adelita